# Indische Cricket-Nationalmannschaft in England in der Saison 1974
Die Tour der indischen Cricket-Nationalmannschaft nach England in der Saison 1974 fand vom 6. Juni bis zum 16. Juli 1974 statt. Die internationale Cricket-Tour war Bestandteil der Internationalen Cricket-Saison 1974 und umfasste dri Tests und zwei ODIs. England gewann die Test-Serie 3–0 und die ODI-Serie 2–0.

## Vorgeschichte
Für beide Mannschaften war es die erste Tour der Saison.
Das letzte Aufeinandertreffen der beiden Mannschaften bei einer Tour fand in der Saison 1972/73 in Indien statt.

## Stadien
Die folgenden Stadien wurden für die Tour als Austragungsort vorgesehen.
| Stadion                     | Stadt      | Kapazität | Spiele  |
| --------------------------- | ---------- | --------- | ------- |
| Edgbaston Cricket Ground    | Birmingham | 24.803    | 3. Test |
| Headingley Stadium          | Leeds      | 17.000    | 1. ODI  |
| The Oval                    | London     | 23.500    | 2. ODI  |
| Lord’s Cricket Ground       | London     | 30.000    | 2. Test |
| Old Trafford Cricket Ground | Manchester | 19.000    | 1. Test |

## Kaderlisten
Die beiden Mannschaften benannten die folgenden Kader.
| Test | Test | ODI | ODI |
| England | Indien | England | Indien |
| --- | --- | --- | --- |
| - Mike Denness (K) - Dennis Amiss - Geoff Arnold - Geoff Boycott - John Edrich - Keith Fletcher - Tony Greig - Mike Hendrick - Alan Knott (wk) - David Lloyd - Chris Old - Derek Underwood - Bob Willis | - Ajit Wadekar (K) - Syed Abid Ali - Bishan Singh Bedi - Bhagwath Chandrasekhar - Farokh Engineer (wk) - Sunil Gavaskar - Madan Lal - Ashok Mankad - Sudhir Naik - Brijesh Patel - Erapalli Prasanna - Eknath Solkar - Srinivas Venkataraghavan - Sadanand Viswanath | - Mike Denness (K) - Dennis Amiss - Geoff Arnold - John Edrich - Keith Fletcher - Tony Greig - Robin Jackman - Alan Knott (wk) - David Lloyd - Chris Old - Mike Smith - Derek Underwood - Bob Woolmer | - Ajit Wadekar (K) - Syed Abid Ali - Bishan Singh Bedi - Gopal Bose - Farokh Engineer (wk) - Sunil Gavaskar - Madan Lal - Ashok Mankad - Sudhir Naik - Brijesh Patel - Eknath Solkar - Srinivas Venkataraghavan - Sadanand Viswanath |

## Tour Matches
Indien bestritt 15 Tour Matches während der Tour.

## Tests

### Erster Test in Manchester
| 6. – 11. Juni Scorecard | Manchester | England 328-9d (143.3) & 213-3d (70) | – | Indien 246 (84) & 182 (85.1) |
|                         |            | England gewinnt mit 113 Runs         |   |                              |

England gewann den Münzwurf und entschied sich als Schlagmannschaft zu beginnen.

### Zweiter Test in London
| 20. – 24. Juni Scorecard | London (Lord’s) | England 629 (182.5)                            | – | Indien 302 (101.5) & 42 (17) (f/o) |
|                          |                 | England gewinnt mit einem innings und 285 Runs |   |                                    |

England gewann den Münzwurf und entschied sich als Schlagmannschaft zu beginnen.

### Dritter Test in Birmingham
| 4. – 8. Juli Scorecard | Birmingham | Indien 165 (59.2) & 216 (67.4)                | – | England 459-2d (140) |
|                        |            | England gewinnt mit einem Innings uns 78 Runs |   |                      |

Indien gewann den Münzwurf und entschied sich als Schlagmannschaft zu beginnen.

## One-Day Internationals

### Erstes ODI in Leeds
| 13. Juli Scorecard | Leeds | Indien 265 (53.5/55)          | – | England 266-6 (51.1/55) |
|                    |       | England gewinnt mit 4 Wickets |   |                         |

England gewann den Münzwurf und entschied sich als Feldmannschaft zu beginnen. Als Spieler des Spiels wurde John Edrich ausgezeichnet.

### Zweites ODI in London
| 15./16. Juli Scorecard | London (Oval) | Indien 171 (47.3/55)          | – | England 172-4 (48.5/55) |
|                        |               | England gewinnt mit 6 Wickets |   |                         |

Indien gewann den Münzwurf und entschied sich als Schlagmannschaft zu beginnen. Als Spieler des Spiels wurde Keith Fletcher ausgezeichnet.